# 百丈潭水库
百丈潭水库是中国湖北省咸宁市通城县境内的一座水库，位于陆水上游隽水支流上，建于1971年。水库正常库容为1287万立方米，集雨面积为21.5平方千米，海拔为436米。